# Résdob

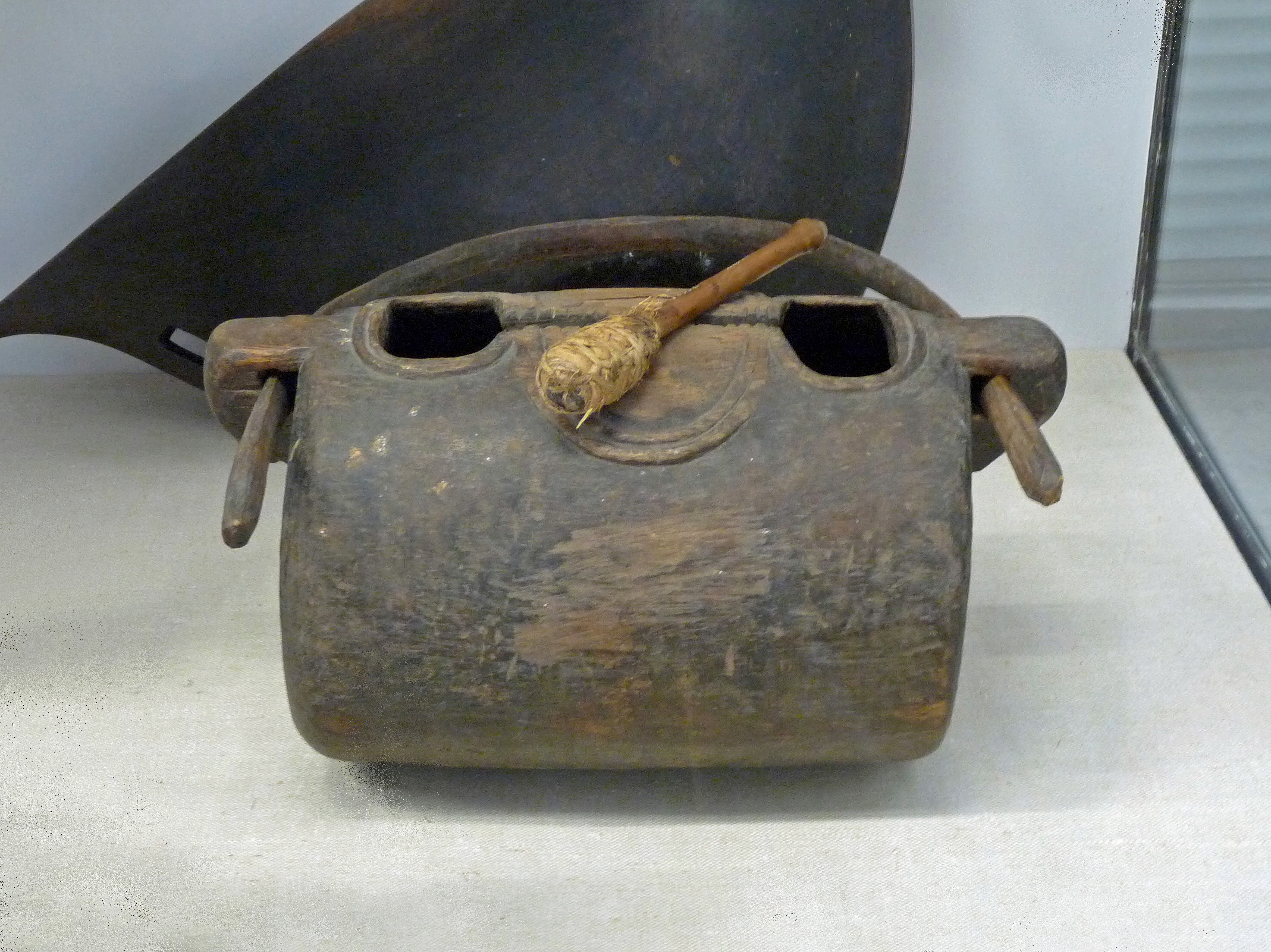
Hengeres résdob a Kongó vidékéről

A résdob ütéssel megszólaltatott idiofon hangszer. Bár dobnak nevezik, nem tartozik a kifeszített hártyájú membranofon hangszerek közé, ugyanakkor hangzása, megszólaltatási módja, funkciója hasonló lehet azokéhoz. A résdob – a megütés helyétől függően – egy, kettő vagy több, többé-kevésbé meghatározott magasságú hangot tud kiadni. A legnagyobb résdobok akár hat méter hosszúak, két méter szélesek is lehetnek, a legkisebbek arasznyiak vagy még apróbbak.
A résdob lényege, hogy egy kivájt, üreges fatest (vagy bambuszcső, esetleg fémcső) felületén egy vagy több hosszúkás hasíték, rés található, amely kettős feladatot lát el: egyrészt a hangszer testét olyan módon gyengíti meg, hogy szabadabban tudjon bizonyos jellegű deformációs rezgéseket végezni, másrészt ugyanez a rés a belső üreget megnyitva üregrezonátort hoz létre. A testhangok és az üreghang megfelelő összehangolásával elérhető, hogy a test megütésekor létrejövő rezgések jó hatásfokkal, nagy intenzitású hangként sugározzanak ki a környező légtérbe. A nagyobb résdobok hangja olyan erős lehet, hogy 5–10 kilométerre is elhallatszik, így jelzésre, sőt üzenetek közvetítésére is alkalmas. Az ilyen résdobokat beszélő dobnak is nevezik.
A résdobot legtöbbször verővel szólaltatják meg, de bizonyos ősibb hangszertípusoknál a hangkeltés lábbal, dobbantással történik.
A résdobokat eredetileg Afrikában, Közép- és Dél-Amerikában, Óceániában, Délkelet-Ázsiában, a Távol-Keleten használták, de egyes típusai ma már sztenderd hangszerei a nyugati komoly- és könnyűzenének is.

## Résdobok világszerte

### Afrika

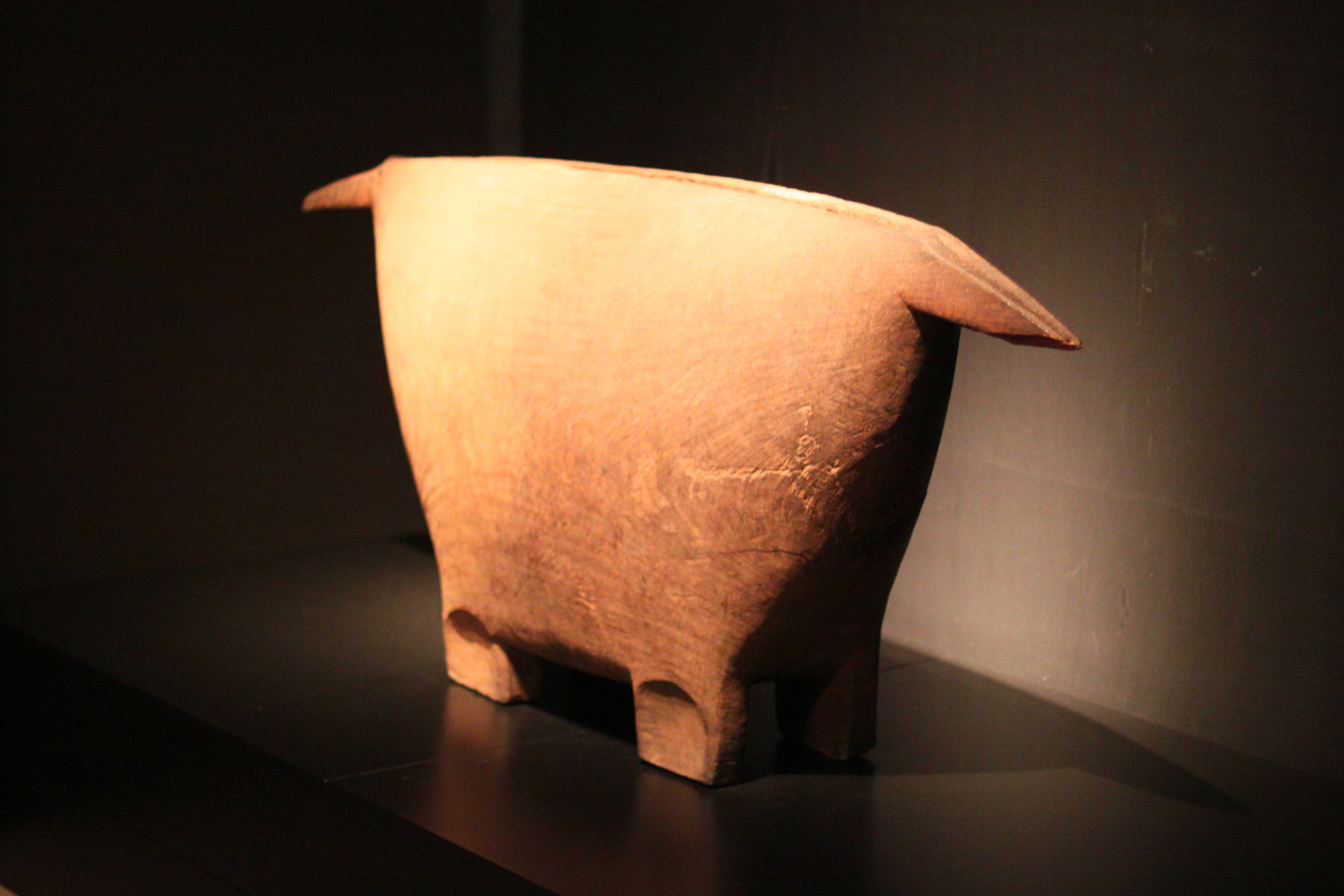
Résdob Kamerunból

Afrikában az egyenlítő menti övezet népeire jellemző leginkább a résdob használata. A hangszer sokféle alakban fordul elő: a leggyakoribb a hengeres, a trapéz alakú és az állatformájú résdob, de tulipán-, félhold-, kifli- és csónakformája is lehet. Rendszerint egyetlen keskeny rés található rajta, amely a hangszer egész hosszán végigfut; ennek két peremét, „ajkát” lehet verővel megütni. A két ajak eltérő hangmagasságot ad ki, mivel a két oldalon eltérő a résdob falvastagsága. Az afrikai résdobokat fából készítik; először a hosszanti rést faragják ki, majd azon keresztül mélyítik ki a fatörzset.
Egy ritkább típusa az afrikai résdoboknak a xilofondob. Ez a hangszer hengeres formájú. Üreges testének palástján kettő, három, négy vagy öt keskeny, párhuzamos hasíték van, melyek egy, kettő, három vagy négy facsíkot határolnak – ezek a xilofon hanglapjaihoz hasonlóan különböző hangmagasságokon szólnak, ha megütik őket.
Az afrikai résdobok közepes méretűek, csak ritkán nagyobbak két méternél. Gyakran üzenetek továbbítására használják, a kisebbeket tánc kíséretére vagy rituális célból szólaltatják meg.
Az afrikai résdobok a 20. század közepe felé a nyugati műzenében is megjelentek, pl. Carl Orff és Karlheinz Stockhausen műveiben.

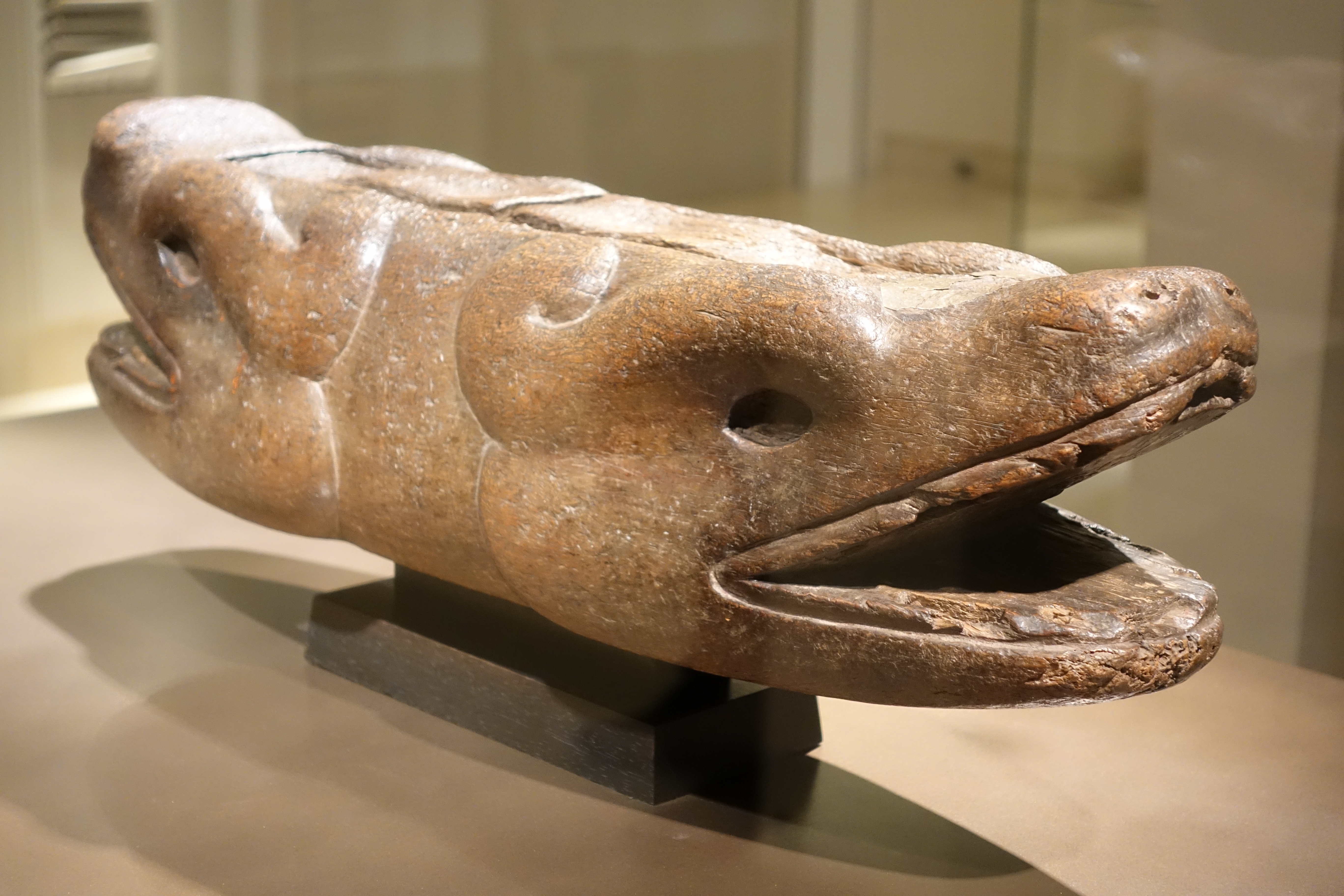
Teponaztli

### Amerika
A résdob neve navatl nyelven teponaztli, maja nyelven tunkul, purepecsa nyelven cuiringua. A teponaztli az aztékok és maják H alakú réssel ellátott résdobja volt. Ez üregesre megmunkált fatörzsből készült, palástja úgy van bemetszve, hogy két nyelvszerű nyúlvány jön létre, melyek a szélekről kiindulva közép felé nyúlnak. Az üreget a hangszer alján lévő nyíláson át mélyítik ki. Megszólaltatására gumifejű verőt használnak. A két nyelv megütésével két különböző hangmagasság képezhető, a hangköz nagyszekundtól kvintig terjedhet. A teponatzli viszonylag rövid (mindig egy méternél kisebb), gyakran díszített, néha állati, aligátor vagy pumaformával, néha emberalakkal.
Az Amazóniai nagy esőerdők népeinél sokféle résdobtípus megtalálható. Legjellemzőbb az egyetlen hosszanti réssel ellátott hengeres forma, de a hangszertest lehet lekerekített háromszög keresztmetszetű vagy életnagyságú emberformájú is. A rés alakja gyakran kígyót formáz. A résdob Amazóniának egy jól meghatározható területén fordul elő, ahol a különböző törzsek nem elszigetelten élnek, hanem hosszú kulturális összeforrottságról tanúskodó tárgyi kultúrával rendelkeznek. Ezt a területet Északnyugat-Brazília, az Amazonas két partja Brazília, Peru, Ecuador és Kolumbia területén, főképp a Putumayo, Caquetá és Napo folyók környéke határolja.
Ellentétben Afrikával, Dél-Amerikában a résdobot sosem használják táncok kíséretére, kizárólag üzenetek továbbítására szolgál.

### Óceánia

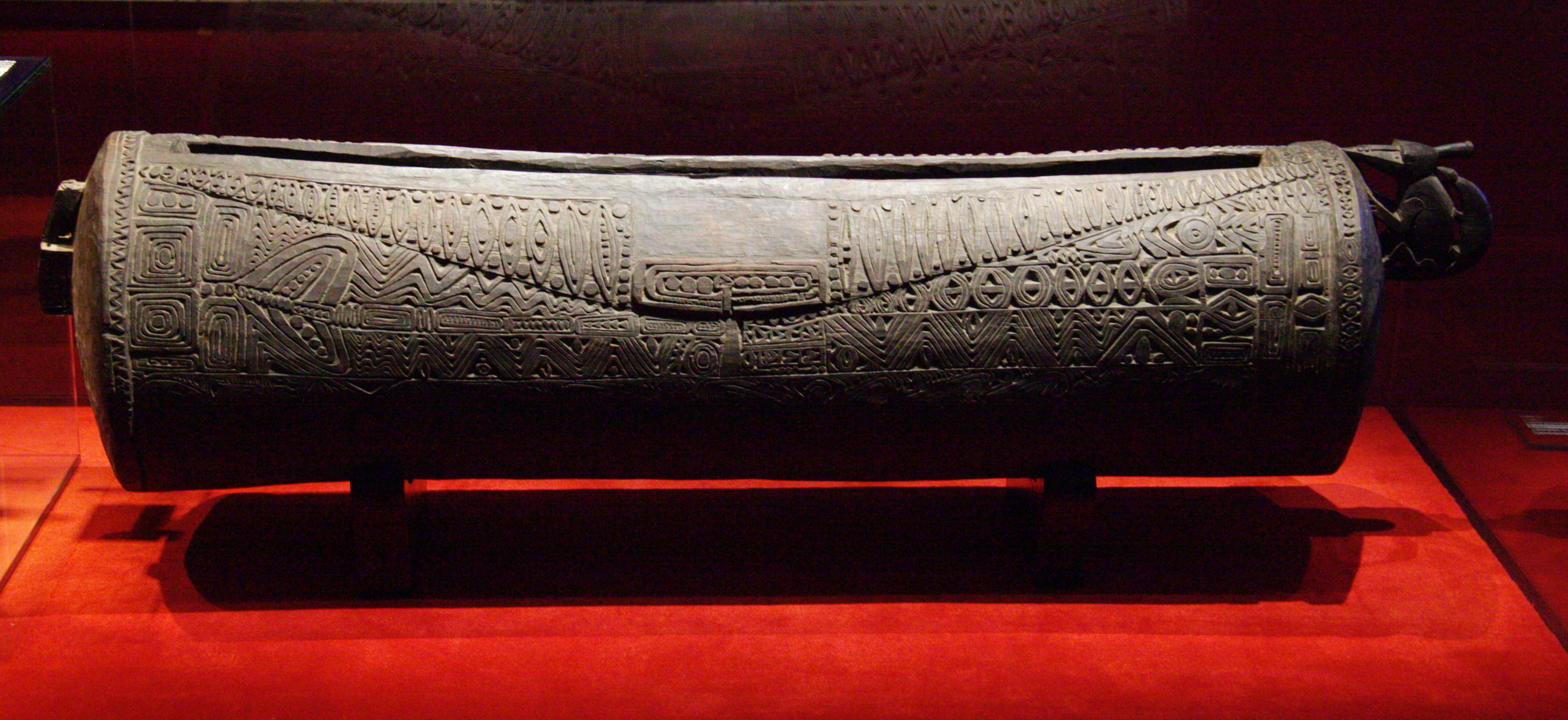
Garamut

Óceánia szigeteinek jellemző résdobtípusa a hengeres formájú, hosszanti réssel ellátott változat, melyet fatörzsből faragnak ki. Gyakran csónakhoz hasonlít, széles nyílása van, vagy magát a fatörzsből kivájt csónakot használják hangkeltésre, üzenetek továbbítására. 
Új-Guineában a Gazella-félszigeten és a Sepik folyó mentén használt résdob neve Tok piszin nyelven garamut. Kör, ovális, ívelt háromszög keresztmetszete lehet, általában krokodil- vagy madárformájú faragott fogantyúk vannak a végein. Az oldallapjait szinte mindig mélydomborművek díszítik. Gyakran nagy méretű, elsősorban üzenetek továbbítására szolgál.
A Fidzsi-szigeteken hengeres, csónak- vagy vetélőformájú résdobot használnak, a neve lali. A nagyobb méretű hangszereknek saját, egyedi nevük van.
A Csendes-óceán összes résdobján vízszintes helyzetben játszanak, kivéve az apajogú népcsoportok hangszereit – mindegyik Vanuatun található –, amiket függőlegesen és egy verővel szólaltatnak meg. Ezek a résdobok az öt méter magasságot is elérhetik, ember- vagy fallikus formájúak.
A kisebb méretű résdobok gyakran bambuszból készülnek.
Új-Zéland északi részén a Maorik odvas fába nyelvet metszenek, azt használják résdobként. Ausztráliában nem terjedt el a résdob.

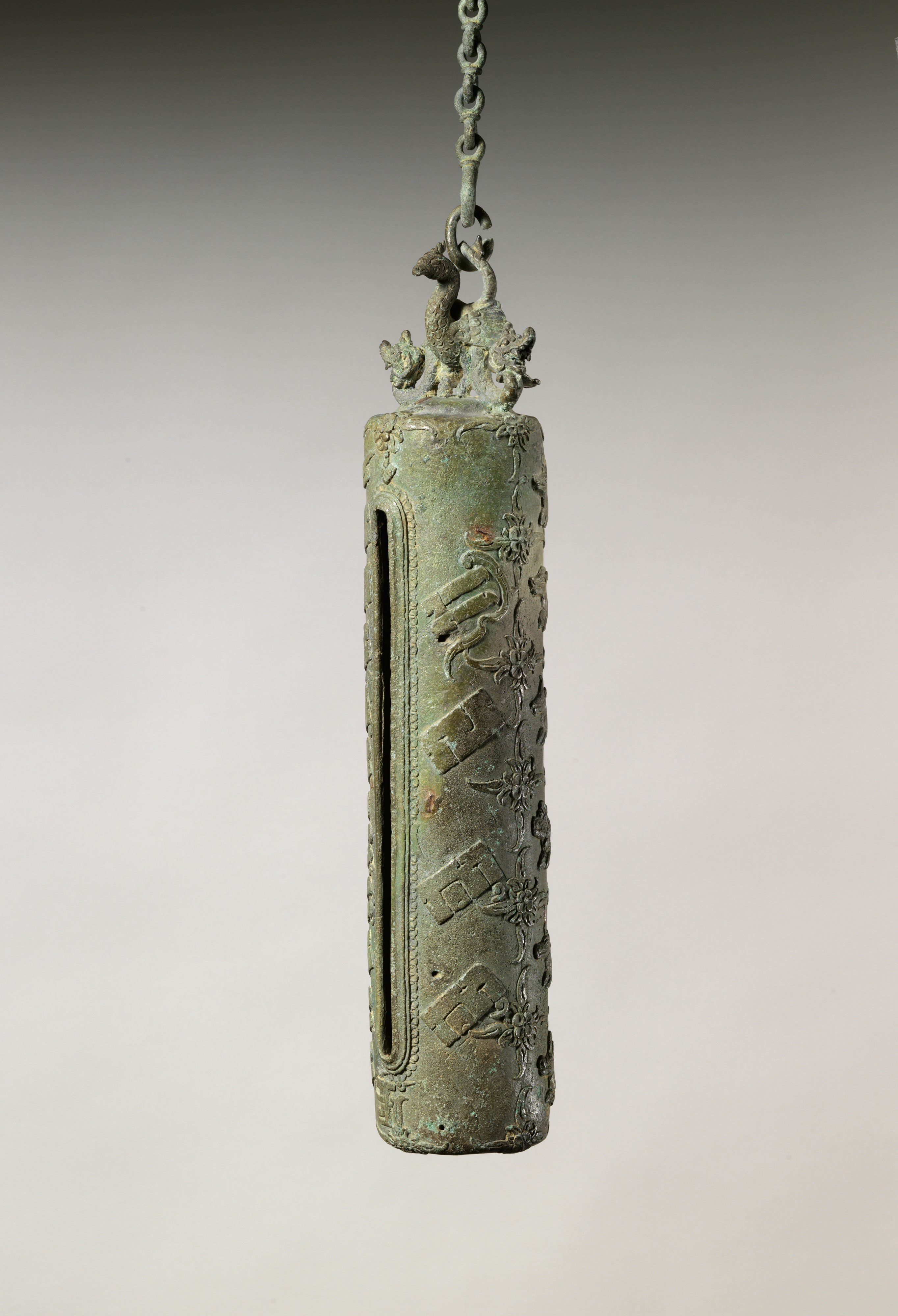
Bronz tongtong, 13. század

### Délkelet-Ázsia
Indonéziában a résdobok készülhetnek bambuszból, mint a szumátrai tongtong, amelyet vadászatokon a hajtók használnak; bronzból, mint a régi hindu-jávai hangszerek; vagy fából. 
A fából készült indonéziai résdobok a legváltozatosabb formájúak. Vannak nagy ember formájú dobok Nyugat-Jávában, melyek teljes hosszúsága 1,75 méter, a garamuthoz hasonlóak az Alor-szigeten, vagy henger formájúak Nias szigetén.
Jáva szigetén a kentongan szó jelöli a fából készült résdobot, tétékan azt, ami bambuszból készült. A tongtong szó valaha a bronzból készült résdob neve volt. Az emberformájú résdobok Jáva, Lombok, Bali és Madura szigeteire korlátozódnak, függőleges helyzetűek. Az indonéziai résdobok gyakran hím- vagy nőneműek, sőt néha, nevezetesen Lombok szigetén, kétneműek vagy fallosz-formájúak.
A legrégebbi ismert utalások az indonéziai résdobokra költeményekben találhatók, többek között a szanszkrit Mahábhárata jávai nyelvű fordításában, a Bharatayuddhában (1157). A Jáva közepén végzett ásatások során egy 1209-ből származó bronz tongtong is előkerült.
A Nágaföld, Manipur, Asszám, Arunácsal Prades területén élő Nágák résdobjai hatalmasak: 10 méteresek, vagy nagyobbak is lehetnek.

### Távol-Kelet

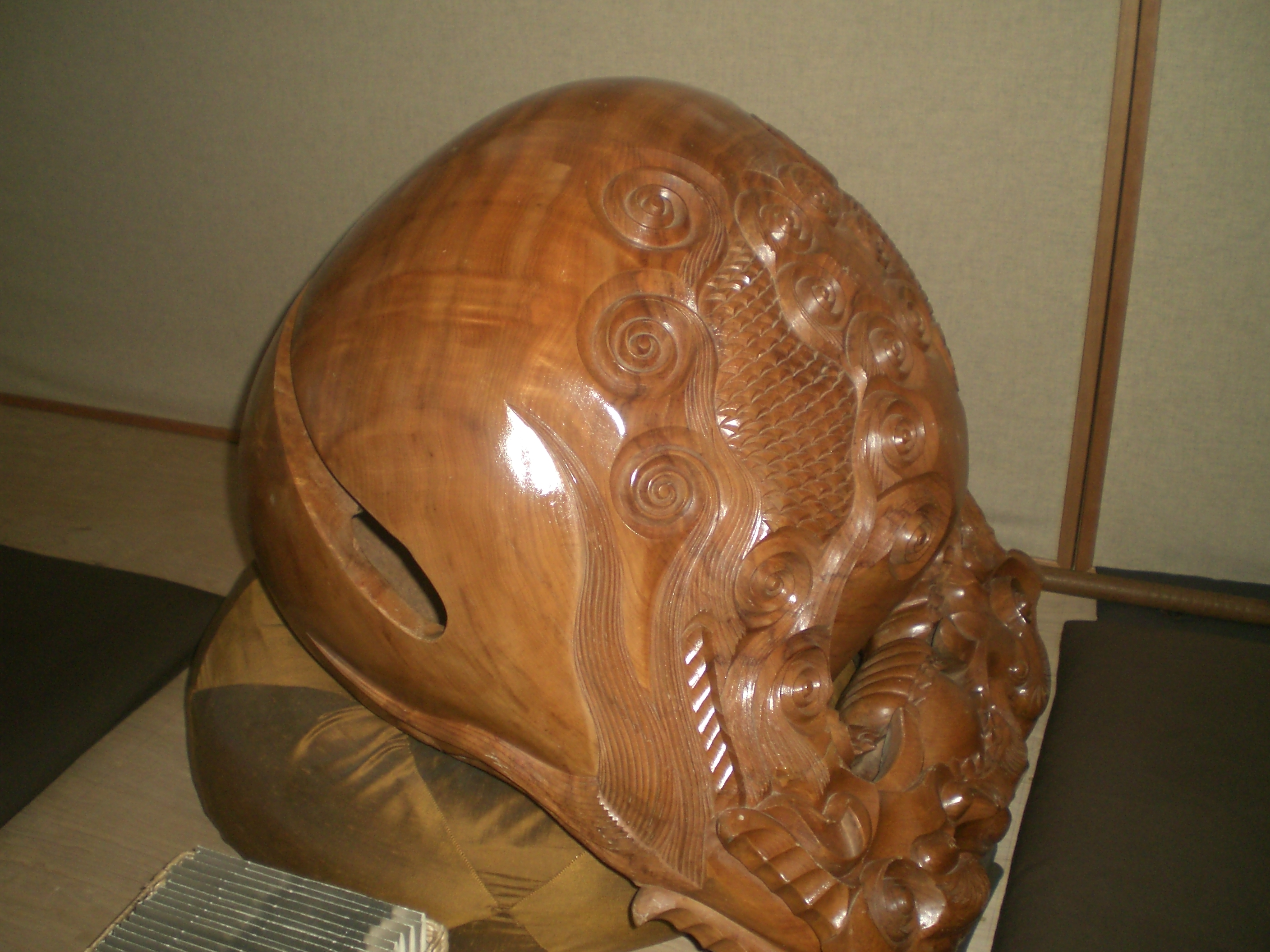
Nagy méretű mokugjo

Kínában, Vietnámban, Koreában és Japánban a buddhista szerzetesek szútráik recitálása közben kis, gömbölyű formájú, vörösre lakkozott résdobokat ütögetnek. A hangszeren a rés hol téglalap alakú, hol kör alakban végződő. Fogantyúját két hal- vagy sárkányfej alkotja, melyek a szájukban egy golyót tartanak. Ez utóbbi buddhista értelmezés szerint a Dharma gyöngyszeme; Curt Sachs szerint „a halál obulusa”. Az ütőhangszert használója kézben tartva vagy párnára fektetve, ütővel szólaltatja meg. A hangszer neve Kínában mu-jü, Japánban mokugjo. A hangszer egyszerűbb formájú változata temple block néven 1940 körül az európai szórakoztató- és komolyzenébe is bekerült. A nyugati zenében rendszerint eltérő hangolású hangszerek sorozatát használják közös állványra rögzítve. A magyar ütőhangszeresek gyakran békának nevezik, populáris angol neve skull.
A kínai opera egy stílusában, a csincsiangban használnak egy kicsi, tégla alakú résdobot, a neve pang-ce (pinjin bangzi). A nyugati zenében használt „kínai fadob”, (chinese) wood block talán ennek a hangszernek a rokona. Az 1920-as években tűnt fel először az amerikai dzsesszben, majd az európai műzenében. A wood blockot úgy készítik, hogy egy tégla formájú keményfa hasábba a hosszanti oldalakon egy-egy hosszúkás vájatot készítenek, amelyek párhuzamosan, de aszimmetrikusan futnak egymás alatt-fölött.

## Tudományos elnevezések
A résdob egy széles körben elfogadott definíciója szerint „Résdob alatt olyan fából vagy fémből készült idiofon hangszert értünk, melyen egy vagy több rés van, és amelyet lábbal vagy verővel szólaltatnak meg.” Az effajta hangszert a nemzetközi irodalomban sokféle névvel illetik, de végső soron egyik sem fedi le teljesen a fenti meghatározást. Az alábbi táblázat néhány példát sorol fel.
| Magyar       | Angol        | Francia           | Német          |
| ------------ | ------------ | ----------------- | -------------- |
| Résdob       | Slit drum    | Tambour à fente   | Schlitztrommel |
| Fadob        | Wooden drum  | Tambour de bois   | Holztrommel    |
| „Résgong”    | Slit gong    |                   |                |
| „Fagong”     | Wooden gong  | Gong de bois      |                |
| „Rés-üstdob” |              |                   | Schlitzpauke   |
| „Vályúdob”   |              |                   | Trogtrommel    |
| Xilofondob   |              | Tambour xylophone |                |
| Jelződob     | Signal drum  | Tambour à signal  | Signaltrommel  |
| Beszélő dob  | Talking drum | Tambour téléphone | Sprechtrommel  |
| Harci dob    | Wardrum      | Tambour de guerre | Kriegstrommel  |
| Tamtam       | Tomtom       | Tamtam            | Tamtam         |

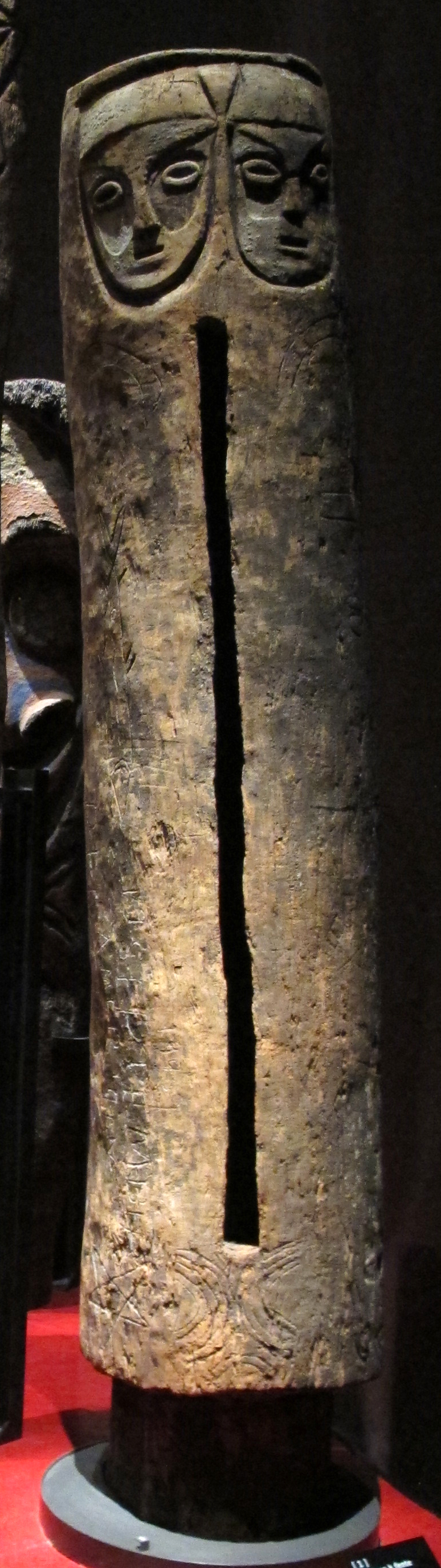
Emberformájú résdob Vanuatuból

A tamtam hangutánzó elnevezés legfőbb problémája, hogy már foglalt, egy gongtípust, illetve egyfajta membrános dobot jelölnek vele. A harci dob, beszélő dob, jelződob a tárgyalt hangszerek némelyikének egy-egy lehetséges funkcióját írja le, ugyanakkor más hangszerek is elláthatják ugyanezt a feladatot. A xilofondob kifejezést a résdob egy speciális alfajára használja a szakirodalom. A vályúdob kifejezés bizonyos formájú, méretű hangszereknél találó lehet, másoknál félrevezető. 
A rés-üstdob, fagong, résgong szavak kifejezőek lehetnek bizonyos hangszerek esetében, amelyek hangja tényleg hasonlíthat az üstdobéra, a gongéra, de az „üstdob”, a „gong” szavak már foglaltak, félrevezetőek lehetnek. A brit Királyi Antropológiai Intézet mindazonáltal a gong, slit-gong kifejezéseket javasolja.
A fadob szóval az a baj, hogy hangszerünk nem csak fából, de bambuszból, sőt bizonyos esetben fémből, napjainkban műanyagból is készülhet. A magyar nyelvű szakirodalomban, zenei lexikonokban ennek ellenére ez a szó gyakran szerepel. 
A résdob szó hiányossága, hogy a dob szót elsősorban membranofon hangszerekre használják, ráadásul vannak olyan résdobok, melyek tágas nyílása csak nagy jóindulattal nevezhető résnek. A francia nyelvű szakirodalom mégis általában ezt, vagyis a tambour à fente kifejezést tekinti a legkevésbé rossznak.